# كارلوس ألفارادو رييس
كارلوس ألفارادو رييس (بالإسبانية: Carlos Alvarado Reyes)‏ هو دراج كوستاريكي، ولد في 8 ديسمبر 1954 في لوس أنجلوس في الولايات المتحدة، وتوفي في 25 يناير 1998.

## وصلات خارجية
- كارلوس ألفارادو رييس على موقع أرشيف الدراجات (الإنجليزية)
- كارلوس ألفارادو رييس على موقع إحصائيات الدراجات الإحترافية (الإنجليزية)
- كارلوس ألفارادو رييس على موقع أوليمبيديا (الإنجليزية)